# Walter Martin (Dirigent)

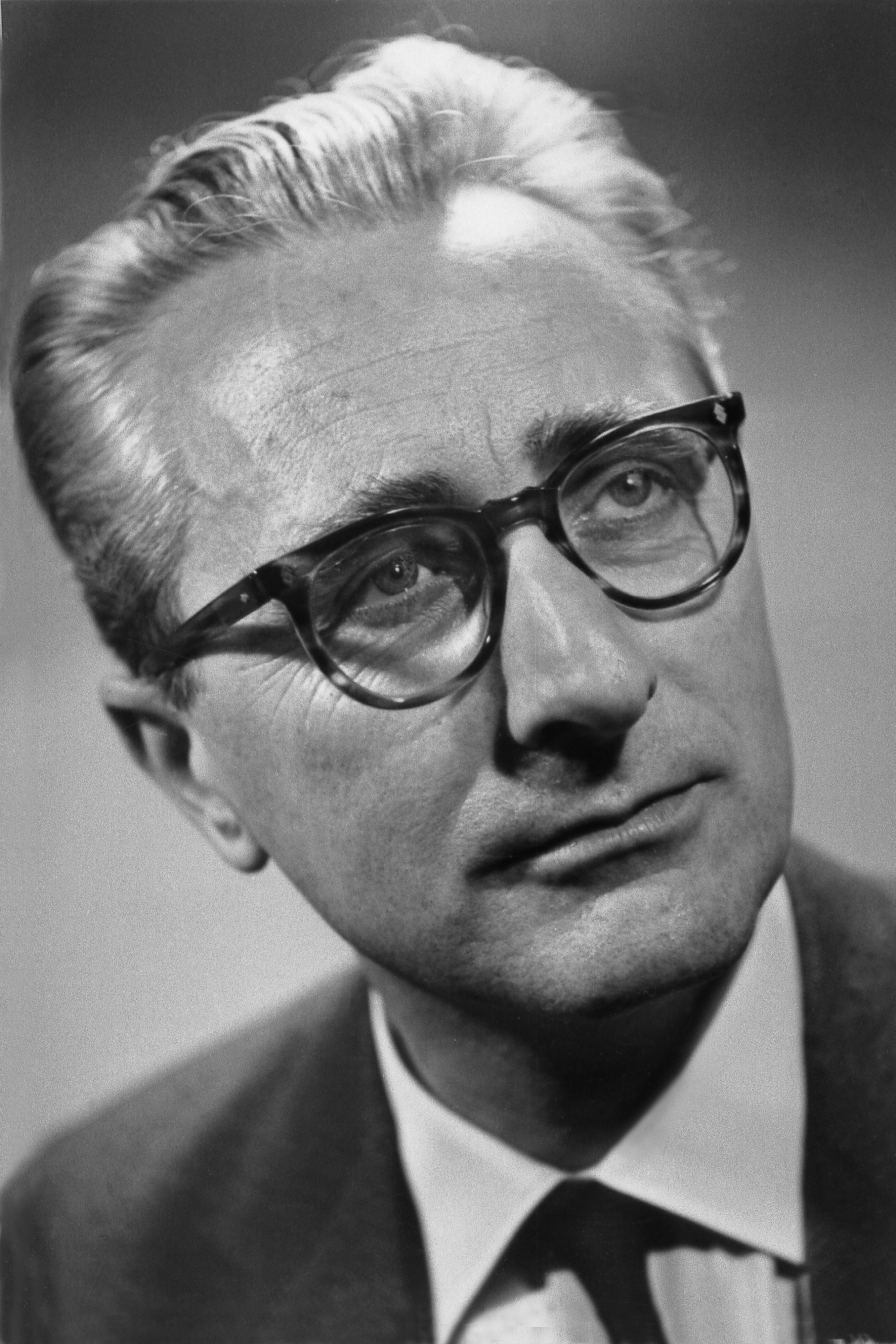
Walter Martin, 1962

Walter Martin (* 11. Dezember 1911 in Hamburg; † 9. Januar 1964 ebenda) war ein deutscher Dirigent am Norddeutschen Rundfunk. Er war Leiter des Hamburger Rundfunkorchesters, Pianist und Liedbegleiter sowie Professor an der Hamburger Hochschule für Musik und Theater.

## Laufbahn
Walter Martin begann seine Musikerlaufbahn mit 19 Jahren als Chordirektor und zweiter Kapellmeister des Schiller-Theaters in Hamburg-Altona, das in der Zeit der Weimarer Republik eine ähnliche Rolle spielte wie die Berliner Kroll-Oper. Es pflegte ein modernes Repertoire. Nach der Schließung des Theaters durch die Nationalsozialisten ging er 1938 an die Hamburgische Staatsoper und wirkte dort bis 1944 als Korrepetitor und Kapellmeister.

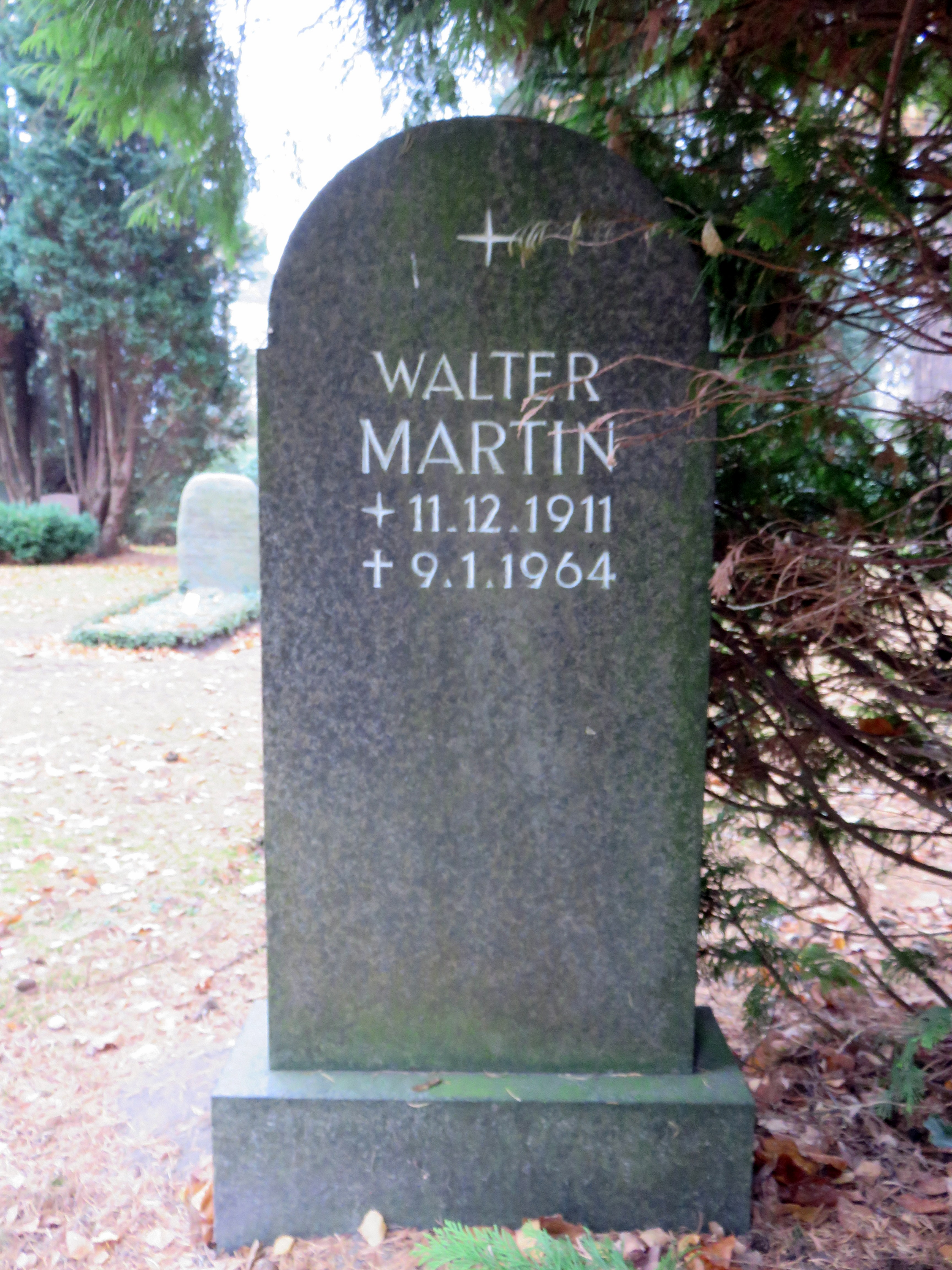
Grabstätte Walter Martin auf dem Ohlsdorfer Friedhof

Als nach Ende des Zweiten Weltkriegs die Orchester des Hamburger Senders durch die britische Besatzungsmacht neu geordnet wurden, holte der mit dieser Aufgabe betraute Hans Schmidt-Isserstedt Walter Martin 1945 als Kapellmeister zum Rundfunk. Nach der Etablierung des Hamburger Rundfunkorchesters als zweites symphonisches Orchester mit 70 Mitgliedern (neben dem NWDR-Sinfonieorchester) wurde Walter Martin sein ständiger leitender Dirigent. Neben zahlreichen Rundfunkproduktionen, von denen noch eine Fülle im Archiv des NDR liegt, spielte das Orchester unter Walter Martins Leitung auch in öffentlichen Konzerten. Nach Martins Tod wurde das Orchester aufgelöst.
Schon früh begleitete Walter Martin Sänger wie Annelies Kupper, Lore Hoffmann, Henny Wolff, Erna Berger, Erna Sack, Anneliese Rothenberger, Margot Guilleaume und Hans Hotter, Rudolf Schock und Lawrence Winters in Lieder- und Arienabenden. Viele historisch bedeutsame Aufnahmen wurden als CD wiederveröffentlicht.
Als Dozent der Hamburger Hochschule für Musik und Theater wirkte Walter Martin in der Kapellmeister-Ausbildung, in der Opernschule und für das Hochschulorchester. Er leitete als Professor die Dirigentenklasse.
Walter Martin war seit 1943 verheiratet mit Helga Luthe, Tänzerin an der Hamburgischen Staatsoper. Aus dieser Beziehung ging 1946 der Sohn Michael Martin hervor.
Sein Grab befindet sich auf dem Friedhof Ohlsdorf (Z 32 Grab Nr. 426, Ida-Ehre-Allee südlich Kapelle 6).
Hans Schmidt-Isserstedt, Chefdirigent des NDR, hielt am 9. Januar 1964 eine Ansprache zum Gedenken an Walter Martin.